# Steve Rodby
Steve Rodby (9 december 1954, Joliet, Illinois) is een Amerikaanse jazzbassist en producer bekend om zijn werk met de Pat Metheny Group. 

## Biografie
Rodby werd geboren in Joliet, Illinois, in een muzikale familie. Zijn vader was een muziekleraar die een akoestische bas, elektrische bas en versterker voor hem kocht toen hij 12 was. Hij hoorde van jongs af aan klassieke muziek en volgde een opleiding klassiek tot de middelbare school toen hij jazz leerde kennen. Tijdens de zomers op de middelbare school ging hij naar jazzkampen, waar hij Pat Metheny, Lyle Mays en Danny Gottlieb ontmoette, drie van de vier leden van The Pat Metheny Group.
Rodby speelde akoestische bas tot hij in 1977 afstudeerde aan de Northwestern University. Daarna leerde hij zichzelf elektrische bas te spelen. Hij trad op in de huisband van de Jazz Showcase in Chicago, met lokale en bezoekende muzikanten zoals Milt Jackson, Joe Henderson en Art Farmer . Hij werd in 1981 lid van de Pat Metheny Group en speelde in eerste instantie meestal op de elektrische bas. Later bespeelde hij voor het grootste deel van de tijd op de akoestische bas. De volgende dertig jaar bracht hij aan Metheny's en May's zijde door met toeren, opnemen en produceren van projecten van de Pat Metheny Group en van andere projecten van Metheny. Met Metheny en Mays verdiende hij meerdere Grammy-prijzen en nominaties, en bewondering van critici, tijdschriften en opiniepeilingen.
Rodby werkte met Fred Simon en Paul McCandless aan twee albums: Since Forever en Remember the River. In 2011 werkte hij samen met Paul Wertico, voormalig drummer van de Metheny Group, en met de Israëlische muzikanten Danny Markovitch en Dani Rabin op Marbin 's album Breaking the Cycle . 

## Discografie
Met Ross Traut
- Great Lawn (Columbia, 1987)
- The Duo Life (Columbia, 1991)

## Als orkestlid
Met Pat Metheny Group
- Offramp ( ECM, 1982) - bassist
- Travels (ECM, 1983) - bassist
- First Circle (ECM, 1984) - bassist
- The Falcon and the Snowman ( EMI, 1985) - bassist, dirigent
- Still Life (Talking) ( Geffen Records, 1987) - bassist, coproducent
- Letter from Home (Geffen Records, 1989) - bassist, coproducent
- The Road to You (Geffen Records, 1993) - bassist, coproducent
- We Live Here (Geffen Records, 1995) - bassist, coproducent
- Quartet (Geffen Records, 1996) - bassist, coproducent
- Imaginary Day ( Warner Bros, 1997) - bassist, coproducent
- Speaking of Now (Warner Bros, 2002) - bassist, coproducent
- The Way Up ( Nonesuch, 2005) - bassist, coproducent

Met Pat Metheny
- Secret Story (Geffen Records, 1992) - bassist, coproducent
- A Map of the World ( Warner Bros, 1999) - bassist, coproducent
- Trio 99 → 00 (Warner Bros, 2000) - coproducent
- Trio → Live (Warner Bros, 2000) - coproducent
- Day Trip ( Nonesuch, 2008) - coproducent
- Tokyo Day Trip (Nonesuch, 2008) - coproducent
- Orchestrion (Nonesuch, 2010) - coproducent
- Unity Band (Nonesuch, 2012) - coproducent
- The Orchestrion Project (Nonesuch, 2013) - coproducent
- KIN (← →) (Nonesuch, 2014) - coproducent
- The Unity Sessions (Nonesuch, 2016) - coproducent
- From This Place (Nonesuch, 2020) - coproducent

Met Simon &amp; Bard Group
- Musaic ( Flying Fish, 1980) - bassist
- Tear It Up (Flying Fish, 1982) - bassist
- The Enormous Radio (Flying Fish, 1984) - bassist

Met Michael Brecker
- Nearness of You: The Ballad Book ( Verve Records, 2001) - coproducent
- Pilgrimage ( Heads Up, 2007) - coproducent

Met Eliane Elias
- Dreamer (Bluebird, 2004) - coproducent
- Something for You: Eliane Elias Sings &amp; Plays Bill Evans (Blue Note, 2007) - coproducent
- Bossa Nova Stories ( Blue Note, 2009) - coproducent
- Light My Fire (Concord Picante, 2011) - coproducent
- I Thought About You ( Concord Jazz, 2013) - coproducent
- Made In Brazil (Concord Jazz, 2015) - coproducent, opgenomen
- Dance of Time (Concord Jazz, 2017) - coproducent
- Love Stories (Concord Jazz, 2019) - coproducent

Met Lyle Mays
- Street Dreams (Geffen Records, 1988) - bassist, coproducent, dirigent
- Fictionary (Geffen Records, 1993) - coproducent
- Solo (Improvisations For Expanded Piano) (Geffen Records, 2000) - coproducent

Met Pat Coil
- Schemes And Dreams (Sheffield Lab, 1994) - bassist, coproducent
- Gold (Sheffield Lab, 1996) - bassist

Met Fred Simon
- Usually/Always (Windham Hill Records, 1988) - bassist, producer, montage
- Open Book (Columbia, 1991) - bassist, coproducent
- Remember the River by ( Naim, 2004) - bassist
- Since Forever ( Naim, 2009) - bassist, producer, montage

Met Steve Cole
- Spin (Narada Jazz, 2005) - bassist
- True (Narada Jazz, 2005) - bassist

Met Paul McCandless
- Heresay (Windham Hill Records, 1988) - bassist
- Premonition (Windham Hill Records, 1992) - bassist, producer
- Navigator (Landslide Records, 1994) - bassist

Met anderen
- Madelaine, Who Is She... ( United Artists Records, 1978) - bassist
- John Prine, Bruised Orange ( Asylum Records, 1978) - bassist
- Jimmy Raney, For You To Play. . . Ten Favorite Jazz Standards, Volume  20 (JA Records, 1979) - bassist
- Jamey Aebersold, Gettin 'It Together (JA Records, 1979) - bassist
- Ramsey Lewis, Ramsey (Columbia, 1979) - bassist
- Tyrone Davis, I Just Can't Keep On Going (Columbia, 1980) - bassist
- Ross Traut, Ross Traut (Headfirst, 1981) - bassist
- Chuck Mangione, Save Tonight For Me (Columbia, 1986) - bassist
- Tom Paxton, And Loving You (Flying Fish, 1986) - bassist
- Fareed Haque, Voices Rising (PAND, 1988) - bassist
- Toninho Horta, Moonstone (Verve / Forecast, 1989) - bassist
- Montreux, Let Them Say (Windham Hill Records, 1989) - mix-technicus, producer
- Michael Manring, Drastic Measures (Windham Hill Records, 1991) - bassist, producer
- Noa, Noa (Geffen Records, 1994) - bassist, coproducent
- Clifford Carter, Walkin 'Into The Sun (Soul Coast, 1994) - bassist
- Kim Pensyl, Quiet Cafe (Fahrenheit Records, 1998) - bassist
- Jim Hall & Pat Metheny, ( Telarc, 1999) - coproducent
- Oregon, Oregon in Moskou ( Intuition, 2000) - producer
- Brian Culbertson, Come On Up (Warner Bros. Records, 2003) - bassist
- Simon Apple, River To The Sea (Trunk Records, 2004) - bassist
- Lisa Lauren, Loves The Beatles (Planet Jazz Records, 2006) - bassist
- Charlie Haden, Rambling Boy ( Universal, 2008) - coproducent
- Esperanza Spalding, Radio Music Society ( Heads Up, 2012) - mixvoorbereiding
- Ryan Cohan, The River ( Motéma Music, 2013) - producer
- Marbin, Last Chapter Of Dreaming ( Moonjune Records, 2013) - bassist
- The Impossible Gentlemen, International Recognized Aliens (Basho, 2013) - bassist, producer [1] [4]
- Tyrone Davis, Love And Touch (Solid Records, 2015) - strijkers
- John Moulder, Earthborn Tales Of Soul And Spirit ( Origin Records, 2016) - bassist

## Grammy Awards
Met Pat Metheny Group : 
- Beste Jazz Fusion Performance, Vocal or Instrumental - Offramp
- Best Jazz Fusion Performance, Vocal or Instrumental - Travels
- Beste Jazz Fusion Performance, Vocal or Instrumental - First Circle
- Best Jazz Fusion Performance, Vocal or Instrumental - Still Life (Talking)
- Best Jazz Fusion Performance - Letter From Home
- Best Contemporary Jazz Performance Instrumental - The Road to You
- Best Contemporary Jazz Performance Instrumental - We Live Here
- Best Contemporary Jazz Performance - Imaginary Day
- Best Rock Instrumental Performance - "The Roots of Coincidence"
- Best Contemporary Jazz Album - Speaking of Now
- Best Contemporary Jazz Album - The Way Up[3]